# Folco Portinari

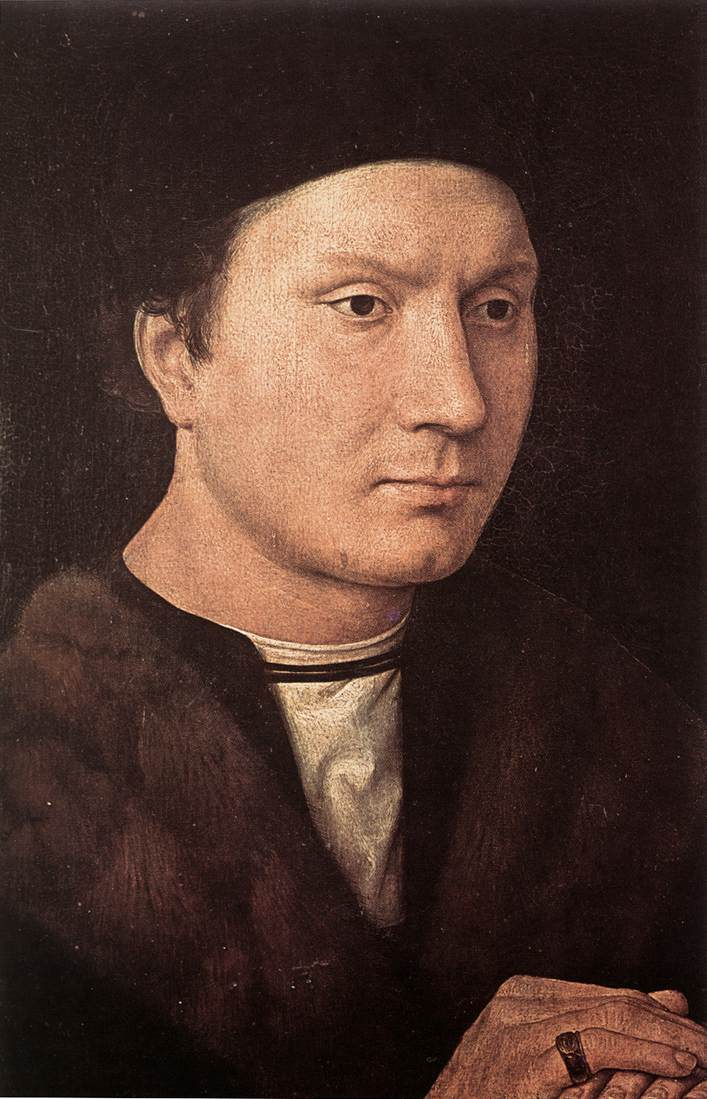
Ritratto recentemente attribuito a Folco Portinari (suo omonimo discendente) dipinto da Hans Memling.

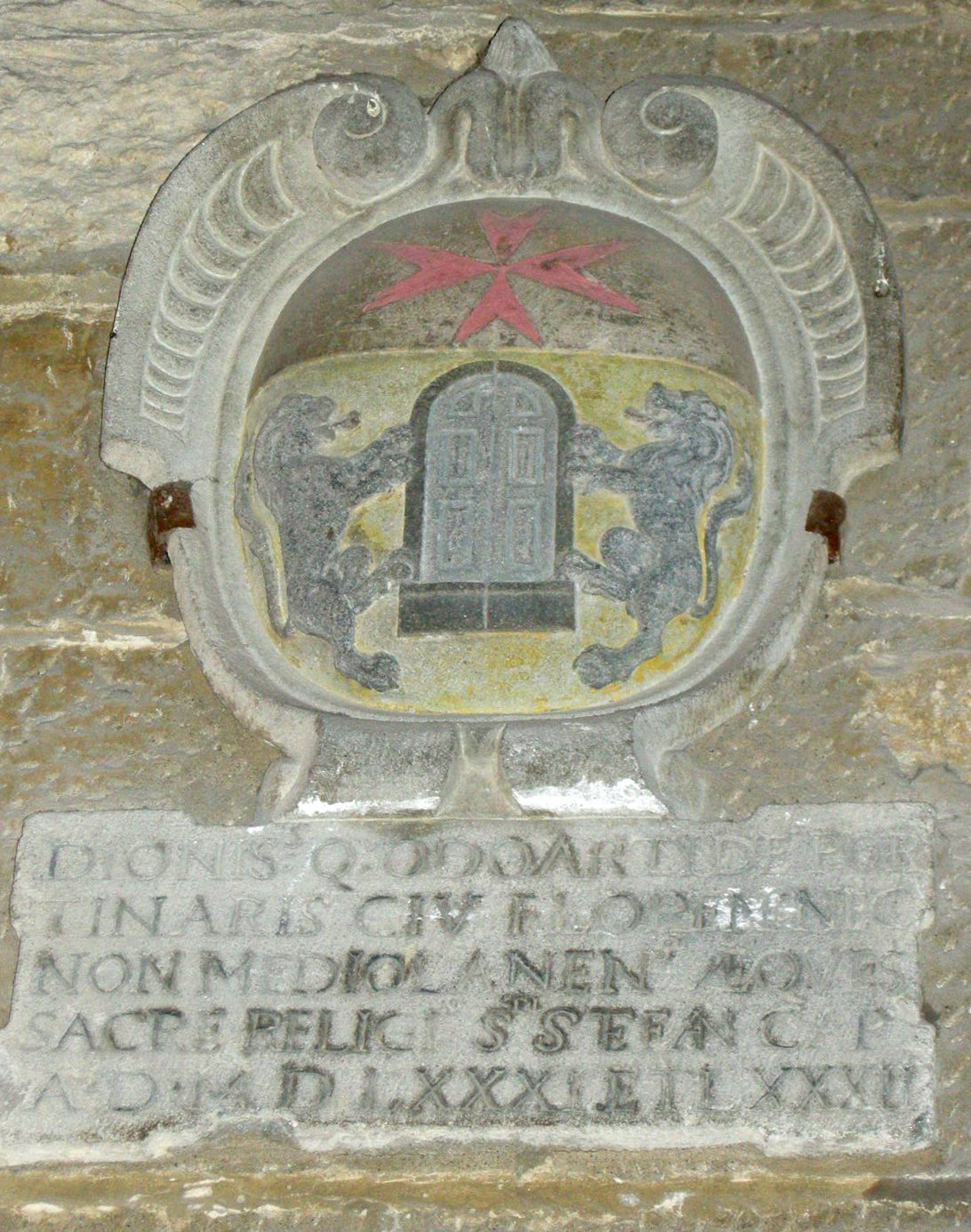
Stemma Portinari, d'oro, alla porta di nero chiusa del campo, posta su due scalini di nero e sostenuta da due leoni dello stesso, dal palazzo dei Priori (Volterra)

Folco Portinari (Portico di Romagna, 1222? – Firenze, 31 dicembre 1289) è stato un banchiere italiano.

## Biografia
Originario forse di Portico di Romagna, nell'Appennino forlivese, dove ancora oggi si può vedere il palazzo di famiglia dei Portinari, Folco fu priore di Firenze nel 1282 ed ebbe sei figlie di cui la più famosa fu Beatrice (Bice), nella quale gran parte della critica identifica la giovane donna, musa ispiratrice di Dante.
Folco Portinari fu guelfo di famiglia mercantile ed ebbe importanti incarichi dirigenziali all'interno delle Arti corporative e nella vita politica della Firenze duecentesca come priore del sestiere di Porta San Piero. 
All'epoca tutti i tipi di guadagno finanziario erano visti come frutto dell'usura e quindi come testimonianze di un peccato che portava l'anima del reo alla dannazione; per questo non fu infrequente che questi grandi banchieri offrissero una parte del loro guadagni, prima della morte, in commissioni artistico-devozionali, opere di carità e investimenti per la propria città. Anche Folco nel 1285, secondo la tradizione convinto da Monna Tessa, la governante di famiglia, e incoraggiato dal vescovo Andrea dei Mozzi, decise allora di donare una cospicua parte della sua fortuna per la fondazione dell'Ospedale di Santa Maria Nuova, tuttora l'ospedale principale del centro di Firenze. Si trattava della sezione femminile nell'odierno complesso delle Oblate; nel 1288 l'ospedale occupò, con una sede maschile, la collocazione odierna sull'altro lato della strada.
Folco abitava in alcune case dove sorse poi nel Quattrocento il palazzo Portinari Salviati (del quale è oggi visibile solo l'aspetto cinquecentesco), sede odierna della Banca Toscana. Morì il 31 dicembre 1289. Fu sepolto, assieme ad altri membri della famiglia, nella vicina chiesa di Santa Margherita dei Cerchi, dove si trova probabilmente anche Monna Tessa, anche se la sua lapide si trova oggi murata nell'ex chiostro delle Ossa dell'Ospedale. Non riposerebbe qui invece, secondo alcuni studi recenti, la figlia Beatrice Portinari, verosimilmente sepolta nella tomba della famiglia del marito Simone de' Bardi in Santa Croce.
A Folco Portinari è intitolata la strada di Firenze che corre vicino all'Ospedale, esattamente dove si trovava il nucleo più antico dell'istituzione, tra via dell'Oriuolo e piazza Santa Maria Nuova.